# 天紀增十三
武仙座72，又名BD+32 2896，HD 157214、SAO 65963、HR 6458，是武仙座的一颗恒星，视星等为5.39，位于銀經55.88，銀緯32.31，其B1900.0坐标为赤經17h 16m 55s，赤緯+32° 32.31′ 47″。